# Erika Vikman
Erika Susanna Vikman (født 20. februar 1993 i Tampere, Finland) er en finsk sangerinde.

## Biografi
Vikman gik på Tampere realskole og studerede pop- og jazzsang på Birkaland Musikinstitut. I 2013 stillede Vikman op i den finske talentkonkurrence Idol. Hun blev kronet som Tangodronning i Seinäjoki i 2016.
I 2015 udkom Vikmans debutsingle. I 2017 blev hendes singlealbum "Ettei mee elämä hukkaan" udgivet af et stort pladeselskab for første gang. I 2020 deltog Vikman i Konkurrencen om Ny Musik, som årligt arrangeres af Rundradion. Vikmans sang "Cicciolina" tog andenpladsen i konkurrencens finale. Hun vandt telefonafstemningen, men i de internationale jurygruppers afstemning kom hun på tredjepladsen. Senere samme år var Vikman deltager i konkurrenceshowet Masked Singer Suomi. Vikmans selvbetitlede debutalbum blev udgivet den 20. august 2021.
I 2025 deltog Vikman igen i Ny Musikkonkurrence med sangen "Ich komme". Den tvetydige sang handler om nydelse og ekstase. Vikman vandt hele konkurrencen med 430 point og blev dermed udvalgt til at repræsentere Finland i Eurovision Song Contest 2025.

## Diskografi

### Albums
| Titel        | Albumdetaljer                                                                                                  | Højeste hitlisteplacering |
| Titel        | Albumdetaljer                                                                                                  | FIN                       |
| ------------ | --- | ------------------------- |
| Erika Vikman | - Udgivet: 20. august 2021 - Pladeselskab: Warner Music Finland, Mökkitie Records - Formater: Digital download | 1                         |

### Singler
| Titel                                     | År   | Højeste hitlisteplacering | Album                   |
| Titel                                     | År   | FIN                       | Album                   |
| ----------------------------------------- | ---- | ------------------------- | ----------------------- |
| "Etkö uskalla mua rakastaa"               | 2015 | —                         | Ikke singler fra albums |
| "Ettei mee elämä hukkaan"                 | 2017 | —                         | Ikke singler fra albums |
| "Säännöt"                                 | 2017 | —                         | Ikke singler fra albums |
| "Jos osaisin sanoa ei"                    | 2017 | —                         | Ikke singler fra albums |
| "Cicciolina"                              | 2020 | 5                         | Erika Vikman            |
| "Syntisten pöytä"                         | 2020 | 3                         | Erika Vikman            |
| "Häpeä"                                   | 2021 | 15                        | Erika Vikman            |
| "Tääl on niin kuuma" (with Arttu Wiskari) | 2021 | 6                         | Erika Vikman            |
| "Huonoja ideoita" (with Antti Tuisku)     | 2021 | 12                        | Ikke singler fra albums |
| "Elizabeth Taylor"                        | 2023 | 46                        | Ikke singler fra albums |
| "Ruoska" (with Käärijä)                   | 2024 | 1                         | Ikke singler fra albums |
| "Aivan sama" (with Janna and F)           | 2024 | 42                        | Ikke singler fra albums |
| "Myynnissä"                               | 2024 | 34                        | Ikke singler fra albums |
| "Ich komme"                               | 2025 | 2                         | Ikke singler fra albums |